# 林檎華憐歌
『林檎華憐歌』（りんごかれんか）はCOOL&CREATEによるアルバム『スペシャル俺たち!!!!』（2011年12月30日発行）に収録された楽曲である。
作詞・作曲・歌を担当しているのはビートまりお。
また、彼の母親である尾崎順子が歌ったバージョンがあり、こちらもCD化され『林檎華憐歌』（2012年8月11日発行）として発売されている。

## 解説
青森県弘前市出身（現在東京都在住）のビートまりおの望郷の思いが込められた曲である。歌詞には弘前4大まつりの四季折々の情景や、青森の名産である林檎やその花をモチーフにして、今は離れた故郷にいる家族へのメッセージが綴られている。曲調は明るく軽快なテクノポップ（もしくは和風ロック）であり、三味線の音が多用されているのが特徴。東日本大震災や、ビートまりお自身の祖母の死などをきっかけに作られた曲で、彼が「故郷・家族」をテーマに曲を作ったのはこれが初めてであった。
また、2013年1月25日のNHK総合「ドラクロワ」では彼の母親の人生がクローズアップされ、2011年の年末に夫が交通事故にあって負傷し、それを契機に一緒に38年間続けた洋食店「ナポリタン」をやむなく閉店することになったこと、さらにはその直後に義母を亡くしそのショックから立ち直れずにいたこと、そんな時にビートまりおが母に贈ったのがこの曲であり、この曲をきっかけに明るく笑って人生を生きるという希望を彼女が取り戻したことなどが語られた。

## 「母が歌いたかった版」が広まった経緯
ビートまりおの母親、尾崎順子がこの曲に惚れ込み「ぜひ歌いたい」と望んだことから、息子の手により動画が作成された。撮影は東京都内にあるビートまりおの自宅で行われた。
2012年1月29日、ニコニコ動画に動画『母が「林檎華憐歌」歌いたかった。』が投稿される。
2012年2月2日、この動画が話題となり、Yahoo!の映像トピックスとして取り上げられる。
2012年2月17日、東奥日報に記事が掲載される。
2012年2月18日、青森放送「サタデー夢ラジオ」に母が出演。その後も青森放送では度々この曲が取り上げられる。
2012年2月21日、FMアップルウェーブにてこの曲が取り上げられ、一週間にわたって放送される。
2012年2月29日、日本テレビ「ZIP!」で取り上げられる。この時、インターネットからブレイクした英国の歌手になぞらえて「青森のスーザン・ボイル」というふれこみで紹介される。
2012年4月29日、ドワンゴ主催の「ニコニコ超パーティー in 幕張メッセ」にて、観客約6000人を前に親子でこの曲を熱唱。
2012年8月11日、母のCD『林檎華憐歌』が発売された。
2012年8月13日、毎日新聞で取り上げられた。
2012年8月14日、TBS「ひるおび」で取り上げられた。
2012年8月17日、テレビ朝日「モーニングバード!」で取り上げられた。
2012年8月27日、TBS「みのもんたの朝ズバッ!」で取り上げられた。
2012年9月5日、日本テレビ「ヒルナンデス!」で取り上げられた。
2012年9月11日、日本テレビ「スター☆ドラフト会議」に親子で出演、母が単独でこの曲を歌った。スカウトマンによる判定では9社が札をあげ交渉権を獲得した。また、同日、青森県内のローソンにて母のCD『林檎華憐歌』の取り扱いがスタートした。
2012年9月17日、東京新聞「こちら特報部」で取り上げられた。
2012年9月18日、NHK青森放送局「あっぷるワイド」にて取り上げられ、この日、尾崎夫妻が弘前市長を表敬訪問し、CDを市長に手渡した事など
が報じられた。
2012年9月29日、HBCラジオ「香菜子のなまらないと」に母がゲスト出演した。
2012年10月11日、東奥日報夕刊「あおもり人ごよみ」のコーナーに母が取り上げられた。
2012年10月14日、川崎クラブチッタにてCOOL&CREATEのライブ「おひさし☆あまねりお」が開催され、母もゲスト出演しこの曲を歌った。
2012年11月3日、弘前市りんご公園で催された「りんご収穫祭」の開会式に母が出演した。
2012年11月10日、田舎館村「収穫感謝祭&シクラメン市」で行われた「村民パフォーマンス選手権」に母が特別審査員として出演した。
2012年11月11日、「弘前城菊と紅葉まつり」に母が出演。また同日、弘前市りんご公園で催されていた「りんご収穫祭」にも再び出演した。
2012年12月12日、Googleの地域別年間検索ランキング2012 において、この年に「青森」と組み合わせて検索されたワードの第一位が「スーザンボイル」であったことが発表された。
2012年12月20日、フジテレビ「めざましテレビ」のニコニコ動画特集にて母の映像が流された。
2013年1月2日、ニコニコ動画の動画『母が「林檎華憐歌」歌いたかった。』の再生数が100万回を突破した。
2013年1月21日、日本テレビ「月曜から夜ふかし」にてGoogleの地域別年間検索ランキング2012が特集され、「青森のスーザン・ボイル」と呼ばれる人物として母が取材を受けた様子が報じられた。
2013年1月25日、NHK総合「ドラクロワ」の「劇的転身スペシャル」にて母と息子が取り上げられた。
2013年2月8日、「弘前城雪燈籠まつりの観光客歓迎・弘前バル街応援イベント」に母が出演した。
2013年5月3日、FM NACK5主催のイベント「FM NACK5 Genki Week in ARCHE～GWはアルシェで盛り上がろう！～」に母と息子が出演した。
2013年5月5日、つがる地球村にて開催された「2013つがる市 おやこウォーク in 地球村」に母が出演し、ライブを行った。
2013年5月15日、全広連創立60周年記念、第61回全日本広告連盟青森大会の懇親会オープニングにて母がこの曲を歌った。
2013年8月10日、上野恩賜公園野外ステージで行われた「アイドルレボリューション2013」に母が出演した。
2013年9月15日、サンワアリーナ青森にて行われた青森保健生活協同組合主催の「第24回健康まつり」にて尾崎順子ショーが行われた。
2013年11月16日、東京都大田区のダイシン百貨店にて行われた弘前りんごの会主催の「パワーアップル！青森県弘前りんご全員集合！」イベントにて母と息子のミニライブが行われた。
2014年2月26日、セガの音楽ゲーム「maimaiGreeNPLUS」に収録された。なお、プレイ中に流れる映像はニコニコ動画に投稿された『母が「林檎華憐歌」歌いたかった。』が使用されている。
2014年8月17日、「コミックマーケット86」にCOOL&CREATEと5884組（小林幸子の個人サークル）が合同で参加。両サークルのCDを同時購入した特典として「林檎華憐歌・小林幸子さん＆母」版のCDが頒布された。
2016年11月22日、息子ビートまりおと同じくCOOL&CREATEでボーカルを務めるあまねの二人が入籍した記念に、川崎クラブチッタで親族友人一同同席の元で行われた結婚披露宴ライブ「COOL&CREATE LIVE PARTY WEDDING 披露宴あまねりお」にて、母と新郎新婦が共にステージ立って歌った。